# Idarubicin
Idarubicin /ˌaɪdəˈruːbɪsɪn/ hoặc 4-demethoxydaunorubicin là một thuốc chống bạch cầu anthracycline. Nó tự chèn  vào DNA và ngăn chặn DNA giải phóng bằng cách can thiệp vào enzyme topoisomerase II. Nó là một chất tương tự của daunorubicin, nhưng sự vắng mặt của một nhóm methoxy làm tăng khả năng hòa tan chất béo và sự hấp thu của tế bào. Tương tự như anthracycline khác, nó cũng gây ra sự trục xuất histone từ chromatin.
Nó thuộc họ thuốc gọi là kháng sinh chống ung thư.
Nó hiện đang được kết hợp với cytosine arabinoside như là một điều trị đầu tiên của bệnh bạch cầu dòng tủy cấp tính.
Nó được sử dụng để điều trị bệnh bạch cầu lymphoblastic cấp tính và bệnh bạch cầu dòng tủy mãn tính trong khủng hoảng đạo ôn.
Nó được phân phối dưới tên thương mại Zattedos (Anh) và Idamycin (Hoa Kỳ).

## Tác dụng phụ
Tiêu chảy, co thắt dạ dày, buồn nôn và nôn là phổ biến ở những bệnh nhân được điều trị bằng idarubicin.